# Mole de olla
En la gastronomía de México, el mole de olla es un platillo típico del centro del país, a base de verduras y carne.

## Etimología
La palabra mole proviene de molli, que en el idioma náhuatl significa 'salsa' o 'mezcla de ingredientes'.

## Información nutricional
Además de ser bien degustado por los habitantes del centro del país, se considera un platillo balanceado en vitaminas, minerales, antioxidantes, hierro y ácido fólico, carbohidratos, proteínas y fibra, por lo que su consumo es de gran ayuda al organismo para mantener la salud.
Giovanni Ivan García Calderon, chef gastronómico, señala que las verduras más comunes que contiene son ejotes, elote, chayote, col, calabacita y papa; también se suele sazonar con distintas hierbas aromáticas, sobre todo con epazote.
Uno de los ingredientes más importantes es el xoconostle, cuyo nombre proviene de la palabra náhuatl xoconotl. Su sabor es agridulce y fuerte, y su uso más común es en salsas o como condimento del mole de olla y el que mayor sabor le da. Es rico en vitamina C y es antioxidante.
El chile seco, la cebolla y el ajo son condimentos al platillo. Además, son fuente importante de proteínas y nutrientes. Y por último, la carne de res es la que atribuye las proteínas al plato, lo que le da un buen valor nutricional a la comida.